# Ogden Island
Ogden Island – niezamieszkana wyspa w Zatoce Frobishera, w Archipelagu Arktycznym, w regionie Qikiqtaaluk, na terytorium Nunavut, w Kanadzie. W pobliżu Ogden Island położone są wyspy: Bruce Island, Gay Island, Mary Island, Peak Island i Pope Island.